# Minorité allemande de Hongrie
 (juillet 2015).
Si vous disposez d'ouvrages ou d'articles de référence ou si vous connaissez des sites web de qualité traitant du thème abordé ici, merci de compléter l'article en donnant les références utiles à sa vérifiabilité et en les liant à la section « Notes et références ».
La minorité allemande de Hongrie (en hongrois : Magyarországi német kisebbség, en allemand : Deutsche Minderheit in Ungarn) désigne une minorité nationale reconnue officiellement par la loi hongroise sur les minorités nationales et ethniques,.

## Histoire

### Avant 1900: différentes vagues d'installation

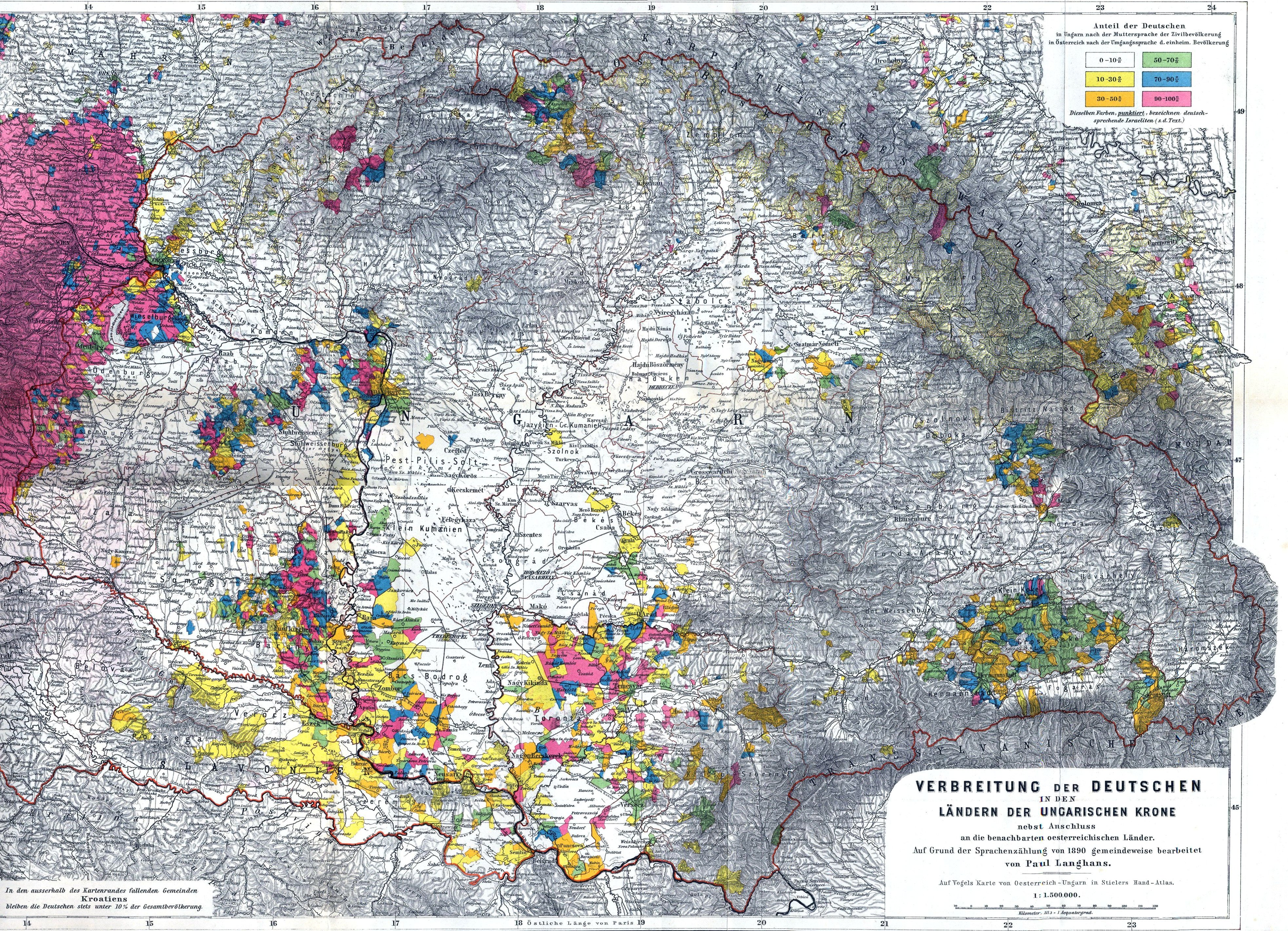
Répartition des populations allemandes en Autriche-Hongrie selon le recensement de 1890.

La présence allemande sur le territoire hongrois actuel est millénaire. Sa chronologie est néanmoins marquée par d'importants seuils dans l'histoire, liée plus particulièrement à des vagues d'installation diligentées par les souverains du pays.
La première vague d'immigration allemande se déroule entre 1689 et 1740 durant le règne du roi Charles III de Naples, essentiellement à l'initiative des grands propriétaires terriens. La géographie de cette migration montre des concentrations de peuplement allemand en Transdanubie (comitats d'Esztergom, Pest, Fejér, Veszprém, Komárom, Győr), dans l'Alföld (Szabolcs, Békés, Hajdú-Bihar, Bács) et dans le massif du Nord (Hont, Heves, Zemplén). Ces premiers Allemands sont originaires de la Souabe, une petite région de Bavière. L'ethnonyme « souabe » (en hongrois : sváb) est souvent utilisé pour désigner l'ensemble de la population d'ascendance allemande en Hongrie.
La deuxième vague commence en 1740 et s'étale jusqu'à 1780 sous l'impulsion de l'impératrice Marie-Thérèse d'Autriche. Les migrants de langue allemande sont essentiellement originaires d'Alsace, de Lorraine, de Bade, du Luxembourg et du Palatinat et s'installent au sud de la Hongrie.
Enfin, la troisième vague d'installation est due à une décision de l'empereur Joseph II qui, par lettre patente datée de 1782, génère l'arrivée de nombreux Allemands originaires du Palatinat, de la Sarre, de la région de Francfort-sur-le-Main, de Mayence, de la Hesse et du Wurtemberg. Ceux-ci s'installent principalement dans les comitats du centre du pays, entre Pest et la région du lac Balaton.

## Socio-démographie

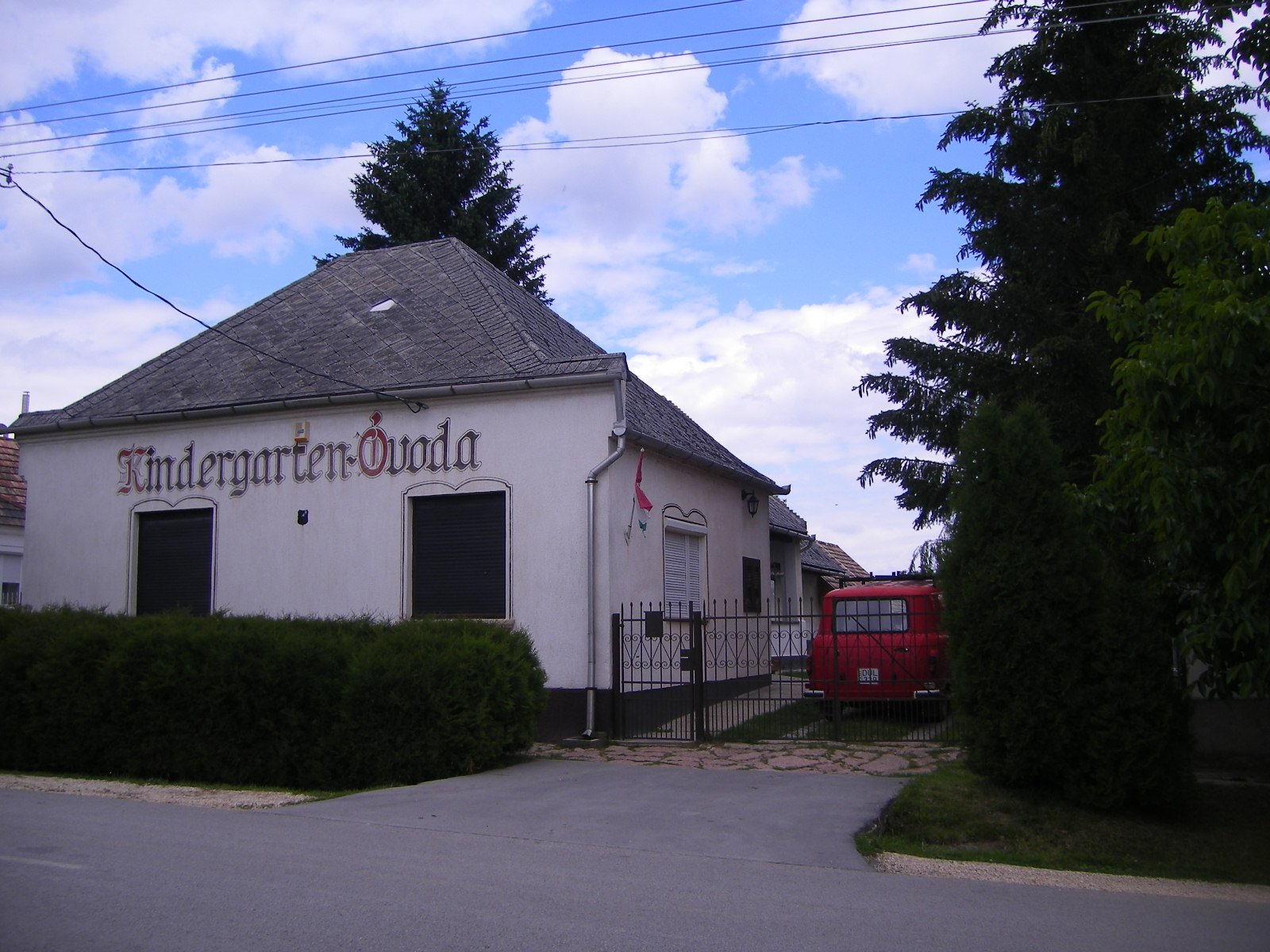
Inscription bilingue sur l'école maternelle de Vértestolna, localité où vit une importante communauté d'ascendance allemande.

L'essentiel de la minorité allemande de Hongrie est composé de groupes descendant de populations émigrées d'Allemagne centrale et méridionale. Si la majorité de la minorité est désignée par l'ethnonyme Sváb, les véritables Souabes se sont installés dans le comitat Szabolcs-Szatmár-Bereg après le reconquête du bassin des Carpates par les Autrichiens contre l'empire ottoman. Il existe d'autres groupes très localisés prenant des noms très différents : les Heidebauern (allemand : Heideboden) dans le Kisalföld, les Poncichter (Bohnenzüchter) dans la région de Sopron, les Stiffoller dans le Baranya, les Cipszer (Zips) et les Saxons (hongrois : Szász) en Transylvanie.

## Institutions minoritaires

### Collectivités de minorités
En Hongrie, les collectivités des minorités (kisebbségi önkormányzat) disposent de compétences particulières pour fixer le calendrier de leurs fêtes et célébrations, contribuer à la préservation de leurs traditions et participer à l'éducation publique. Ces collectivités particulières peuvent ainsi gérer des théâtres publics, des bibliothèques, des institutions scientifiques et artistiques, attribuer des bourses d'études et dispenser de services en direction de leur communauté (aides juridiques notamment).
La dotation financière à la collectivité de la minorité allemande de Hongrie repose sur les recensements de population.